# کیم سو-هیون (وزنه‌بردار)

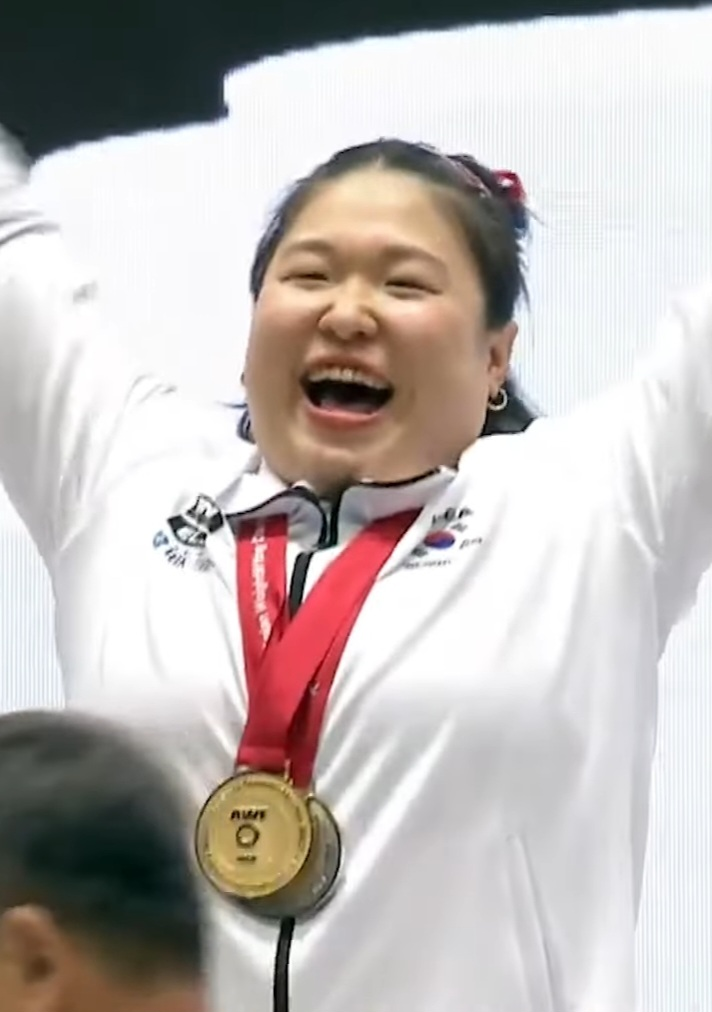

کیم سو-هیون (انگلیسی: Kim Su-hyeon; ۶ فوریهٔ ۱۹۹۵) وزنه‌بردار زن اهل کره جنوبی است.